# Загорецкий, Николай Александрович

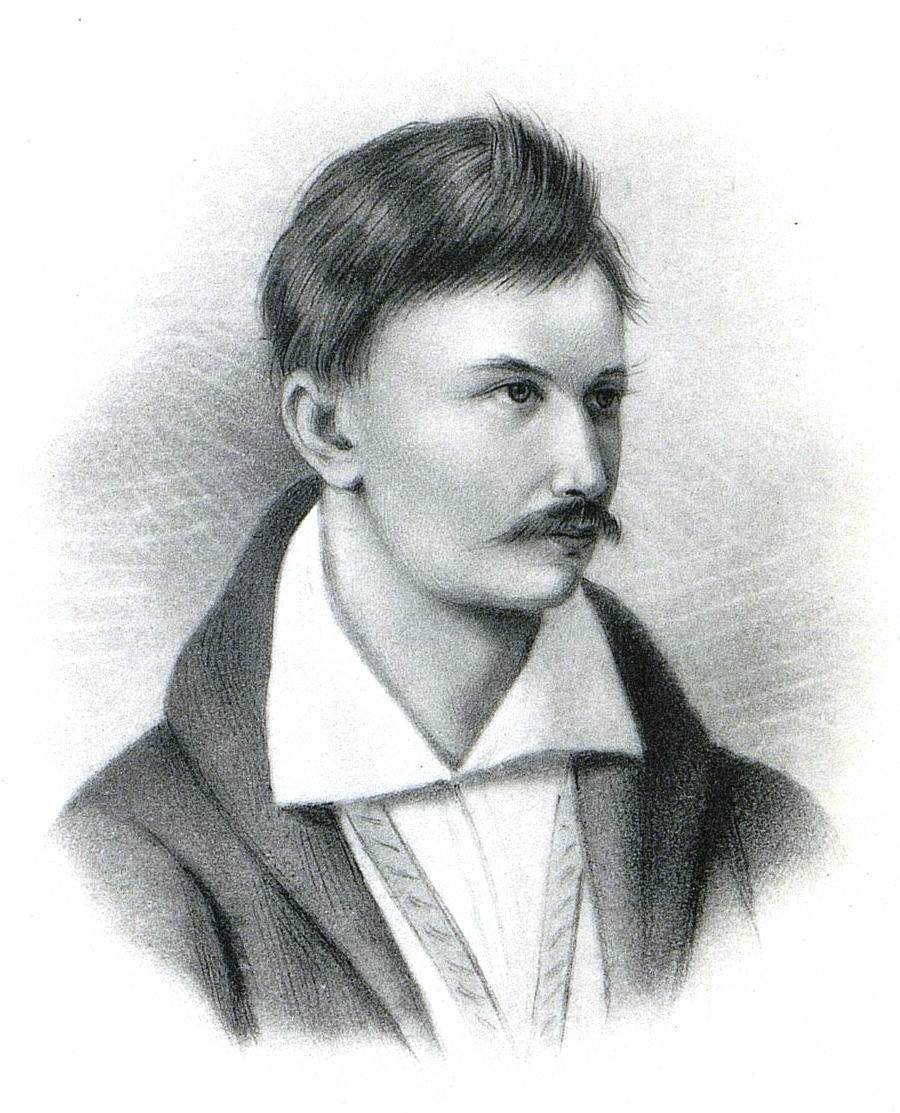

Николай Александрович Загорецкий (1797—1885) — декабрист, поручик квартирмейстерской части. Член Южного общества.

## Биография
Из дворян Смоленской губернии. Мать — Наталья Васильевна Крутикова (бывшая московская купчиха 2-й гильдии; в 1826 году — «по бедности» мещанка). Воспитывался дома. Записан в службу губернским регистратором в канцелярию смоленского военного губернатора (13 марта 1812 года). 12 июля 1812 года был записан в Московское ополчение портупей-юнкером.
В 1813 году, 31 августа, записан в Свиту по квартирмейстерской части колонновожатым. В 1815 году слушал лекции в Московском университете. В 1816 году поступил в Московское учебное заведение для колонновожатых, выпущен по экзамену 26 ноября 1817 года прапорщиком в 1-ю армию; в 1818 году откомандирован во 2-ю армию и 1 апреля 1819 года отправлен на съёмку Подольской губернии. С 8 апреля 1821 года — в чине подпоручика; 26 ноября 1823 года за отличие по службе получил чин поручика.
Член Южного общества (с 1825 года). 2 января 1826 года был арестован, допрошен в Тульчине и доставлен в Петербург, 19 января помещён в Петропавловскую крепость.

После продолжительного запирательства, оказанного при четырёх допросах, наконец уличенный на очной ставке, сознался, что принадлежит к тайному обществу и что знал цель — введение республиканского правления с упразднением престола. Действий никаких не оказал, кроме того, что был послан из Тульчина к полковнику Леману с известием о смерти покойного императора, дабы сей передал оное Пестелю.— «Алфавит Боровкова»
Осуждён по VII разряду и по конфирмации 10 июля 1826 года приговорён к каторжным работам на 2 года, срок сокращён до 1 года (22 августа 1826 года). Отправлен в Сибирь (17 февраля 1827 года). Доставлен в Читинский острог 10 апреля 1827 года. После отбытия срока каторги в апреле 1828 года обращён на поселение в слободу Витим Иркутской губернии (в настоящее время - республики Саха (Якутии)), откуда в декабре 1833 года переведён в с. Буреть[уточнить].
В январе 1838 года определён рядовым в Апшеронский пехотный полк, переведён в Навагинский пехотный полк (4 октября 1838 года). С 30 сентября 1840 года — унтер-офицер, за отличие в делах против горцев 10 мая 1843 года было присвоено звание прапорщика. Уволен от воинской службы 5 марта 1845 года с обязательством безвыездно жить в имении сестры Ольги Кульчицкой в с. Сумине Звенигородского уезда Московской губернии. В сентябре 1847 года ему было разрешено поступить на службу по ведомству Министерства государственных имуществ под секретным наблюдением ближайшего начальства. В 1849 году назначен уполномоченным от казны по полюбовном разграничении земель в Одоевском уезде (Тульская губерния), прослужил на этой должности 19 лет, а затем поселился в Москве, где и умер в доме Бахметева. Похоронен на Ваганьковском кладбище (15 уч.).

## Награды
За труды по съёмке награждён орденом Святой Анны 3 степени — 10 июля 1822 года.